# Richard Depoorter
Richard Depoorter (* 29. April 1915 in Ichtegem; † 16. Juni 1948 in Wassen) war ein belgischer Radrennfahrer.
Richard Depoorter wurde 1937 Profi-Radrennfahrer. Seine größten Erfolge waren zwei Siege beim Rennen Lüttich–Bastogne–Lüttich in den Jahren 1943 und 1947. Er galt zunächst als Spezialist für Eintagesrennen und startete erst ab 1948 bei Rundfahrten. So wurde er 1948 Fünfter der Luxemburg-Rundfahrt. 
Ebenfalls 1948 startete Depoorter bei der Tour de Suisse. Auf der vierten Etappe von Thun nach Altdorf stürzte der Rennfahrer, der zu diesem Zeitpunkt an aussichtsreicher Position für den zweiten Platz in der Gesamtwertung lag, in einem schlecht beleuchteten Tunnel bei Wassen. 
Zunächst hieß es, er sei an den Folgen des Sturzes sofort verstorben. Bei zwei späteren Autopsien in Belgien stellte sich heraus, dass es Reifenspuren an Depoorters Körper gab, zudem gaben mehrere Zeugen, darunter der französische Journalist Jean Leulliot sowie der Sportliche Leiter der französischen Mannschaft La Perle, Francis Pélissier, an, ein belgisches Begleitfahrzeug hätte ihn überfahren. Nach Angaben anderer Zeugen habe der Tour-Leiter Carl Senn diese angewiesen, über den von ihnen beobachteten Hergang des Unfalls zu schweigen. Nach zehnjährigen Rechtsstreitigkeiten wurde festgestellt, dass das Begleitfahrzeug Depoorter überfahren hatte; der Fahrer wurde zu sechs Monaten Haft sowie der Zahlung einer Schadensersatzssumme an die Witwe in Höhe von 1,5 Millionen Belgische Francs verurteilt.
Zu Depoorters 60. Todestag reiste eine Delegation mit dem Ichtegemer Bürgermeister an der Spitze zu einer Gedenkveranstaltung nach Wassen und legte ein Gebinde aus Alpenrosen an der Unglücksstelle nieder, zudem wurde eine Gedenktafel enthüllt. Eine Schweizer Delegation übergab der Witwe in Belgien eine Spende von 1287 Schweizer Franken. Der Tunnel heißt heute Depoorter-Tunnel.